# Загађење лековима
Загађење лековима, који нам помажу да спречимо и лечимо болести, на сваком кораку од производње, преко употребе, до одлагања, постати део глобалног загађења човекове околине. Лекови у количинама од  30% до 90% који се свакодневно користе излучују се  непромењено из људског тела. Посебан проблем су лековите супстанце које су стабилне у животној средини, као и лекови које не узимамо а који се по истеку упутребе бацају у смеће или тоалет. 
Најзагађеније локације лековима на глобалном нивоу су углавном у земљама са ниским до средњим приходима, и у областима где је било неадекватно одвођења отпадних вода, лошег управљања отпадним водама и лоша контрола фармацеутске производње.

## Уобичајени загађивачи у лековима
Најчешћи загађивачи који се налазе у фармацеутским производима су:
Физички загађивачи
То могу укључивати  честице и материјале од влакана који могу ући у процес производње или паковања и контаминирати целу серију лекова.
Пирогене супстанце
То су микроорганизми који изазивају грозницу. Присуство ових загађивача у стерилним фармацеутским производима може потенцијално изазвати грозницу у крвоток корисника.
Хемијски загађивачи
Влага, гасови, пара или молекули такође могу да контаминирају стерилне фармацеутске производе и изазову велике безбедносне проблеме.
Биолошке компоненте
То укључује вирусе, бактерије или гљивице које могу изазвати болести и не смеју се наћи у фармацеутским производима.
Када се нађе било која од горе наведених компоненти у фармацеутским производима, ове серије лекова морају бити одмах повучене и уништене.

## Загађење лековима у фармацеутској индустрији
У фармацеутској индустрији, загађење лековима може довести до катастрофалних последица. То може да угрози безбедност пацијената, особља и животне средине – као и да утиче на пословање.
Загађење лековима се може описати као нежељено уношење нечистоћа (хемијске или микробиолошке природе) или стране материје у или на; почетни материјал, интермедијарни производ или готов производ током:
- производња

- узорковање

- паковања

- поновног паковања,

- током складиштења или транспорта.

Сваки корак производног процеса, део опреме или систем има утицај на квалитет производа и може представљати ризик од контаминације.
Од компанија се тражило да покажу да су лекови безбедни и морају да поднесу апликацију за нову дрогу којом траже одобрење за комерцијализацију лека. 

## Загађење река лековима
Загађење река лековима и фармацеутским производима на глобалном нивоу представља претњу по животну средину и глобално здравље, показала су бројна истраживања.
Парацетамол, никотин, кофеин и лекови за епилепсију и шечерну болест широко су идентификовани у рекама током студије коју је спровео Универзитет Јорк у Торонту, а која је, према Би-Би-Сију, међу најобимнијим истраживањима спроведеним на глобалном нивоу.
Реке у Пакистану, Боливији и Етиопији су међу најзагађенијим, док су најмање загађене реке на Исланду, Норвешкој и амазонској прашуми. Међутим, утицај многих најчешћих фармацеутских једињења у рекама је још увек у великој мери непознат, али је већ утврђено да растворени хумани контрацептиви могу утицати на развој и репродукцију риба.
Студија која је узорковала воду са више од 1.000 локација у више од 100 земаља и закључила је да више од четвртине од 258 узоркованих река садржи "активне фармацеутске састојке" присутне на нивоима који се сматрају небезбедним за водене организме.
Два најчешће откривена лека су карбамазепин, који се користи за лечење епилепсије и нервног бола, и метформин, који се користи за лечење шечерне болести.
У водотоцима су пронађене и високе концентрације такозваног „животног потрошног материјала“ као што су кофеин (кафа) и никотин (цигарете), као и парацетамол против болова. Артемисинин, који се користи за борбу против маларије, такође је пронађен у великим концентрацијама у Африци.
Иако нису одмах фаталне, реке пуне лекова штете дивљим ивотињама (нпр. рибама, жабама и птицама), јер хемикалије могу променити њихов раст, репродукцију и понашање.
А када антибиотици уђу у водене путеве, то може повећати отпорност бактерија на ове лекове, који спашавају животе, јер штети способности људи да се боре против уобичајених инфекција. Уједињене нације процењује да би до 10 милиона смртних случајева могло бити узроковано супербактеријама до 2050. године, што је еквивалентно годишњем броју смртних случајева од рака.

## Нерешена регулатива
Научници су последњих година упозоравали да фармацеутски производи представљају „слабо регулисан глобални еколошки ризик“.  Да је то тако види се из извештаја Програма Уједињених нација за животну средину који је за  антимикробну резистенцију (АМР) открио да се „Фармацеутска индустрија се сматра у великој мери нерегулисаним сектором у погледу загађења „окружење“. Велики проблем је и то што постоји неслагање око тога како се ризици заправо процењују и који су дозвољени нивои хемикалија – о чему тек требају да  одлучују регулатори.
Како се сматра да фармацеутско загађење још увек није довољно озбиљно схваћено од стране креатора здравствене политике, што пре би требало схватити  овај проблем озбиљније.